# المنارة (فلم 2019)
المنارة (بالإنجليزية: The Lighthouse) هو فيلم رعب نفسي أنتج عام 2019، وهو من إخراج روبرت إغرز الذي ساعد في إنتاجه، كما أنه ساعد في كتابة السيناريو مع أخوه ماكس إغرز. الفيلم من إنتاج مشترك بين الولايات المتحدة وكندا، وقد تم تصويره بالأبيض والأسود، وبنسبة العرض إلى الارتفاع 1.19:1 تقريباً.
عُرض الفيلم لأول مرة مهرجان كان السينمائي 2019 في 19 مايو 2019 بواسطة شركة إيه 24. تمت الإشادة بالفيلم بسبب جوانبه الفنية (لا سيما التصوير السينمائي وتصميم الإنتاج)، وسيناريو واتجاه إيجرز، وأداء العروض. تم ترشيحها لأفضل تصوير سينمائي في حفل توزيع جوائز الأوسكار الثاني والتسعون وجوائز الأكاديمية البريطانية الثالثة والسبعين.

## القصة
يحكي الفيلم قصة حارسي منارة أحدهم هو المسؤول والأقدم وهو ثوماس واك ويقوم بدوره ويليم دافو، أما الحارس الثاني ثوماس هاورد هو جديد في المهنة وفي أول مناوبة له تستمر أسبوعان ويقوم بدوره روبرت باتينسون. يبدأ الطرفان العمل منذ اللحظة الأولى لوصول هاورد، يسود جو من التوتر بين الحارسين طوال أسبوعان، وبعد إنتهاء المناوبة لا يأتي أحد لإخراجهم من الجزيرة ليقعان ضحية حرب نفسية تؤدي لمقتل الحارس القديم، وجنون الحارس الجديد.

## قائمة الممثلين
- ويليم دافو بدور ثوماس واك.
- روبرت باتينسون بدور ويليم دافو.

## روابط خارجية
- المنارة على موقع IMDb (الإنجليزية)
- المنارة على موقع ميتاكريتيك (الإنجليزية)
- المنارة على موقع روتن توميتوز (الإنجليزية)
- المنارة على موقع ألو سيني (الفرنسية)
- المنارة على موقع Turner Classic Movies (الإنجليزية)
- المنارة على موقع أول موفي (الإنجليزية)
- المنارة على موقع بوكس أوفيس موجو (الإنجليزية)
- المنارة على موقع فيلمافينيتي (الإسبانية)
- المنارة على موقع قاعدة بيانات الأفلام السويدية (السويدية)
- المنارة على موقع قاعدة بيانات الفيلم (الإنجليزية)